# Pteris terminalis
Pteris terminalis är en kantbräkenväxtart som beskrevs av Nathaniel Wallich. Pteris terminalis ingår i släktet Pteris och familjen Pteridaceae. Inga underarter finns listade.